# ادو ویکس (آلبوم ویکس)
ادو ویکس سومین آلبوم استودیویی گروه ویکس می‌باشد که در ۱۷ آوریل ۲۰۱۸ تحت نظر کمپانی جلی‌فیش با آهنگ اصلی «عطرساز» منتشر شد.

## زمینه و پروموشن
در ۱۲ مارس کمپانی جلی‌فیش اعلام کرد که سومین آلبوم استودیویی ویکس در ۱۷ آوریل ۲۰۱۸ منتشر خواهد شد.
پروموشن‌های ویکس برای این آلبوم از شو چمپیون آغاز و به ترتیب با موزیک بانک، موزیک کور، اینکیگایو، رادیو یانگ استریت و در نهایت دِ شو ادامه یافت.

## لیست آهنگ‌ها
| شماره | نام                      | سراینده            | آهنگساز                                            | مدت  |
| ----- | ------------------------ | ------------------ | -------------------------------------------------- | ---- |
| ۱.    | «عطرساز» (향)            | کیم می‌جین، راوی    | جِیک کِی، آندریاس اوبرگ، درو رایانن اسکات، نیک کالار | ۳:۰۴ |
| ۲.    | «حسِ عجیب»                | چوی یون‌کیونگ، راوی | آلبی آلبرتسون، جِی و رودی                           | ۳:۳۴ |
| ۳.    | «سکوت»                   | راوی               | راوی، جف لوییس، جومباس، سان (جومباس)               | ۳:۴۱ |
| ۴.    | «ولنتاینِ من»             | کیم جی‌هیانگ، راوی  | پارک وون‌وو، مت رانگ                                | ۳:۴۰ |
| ۵.    | «دایره»                  | راوی               | راوی، پاف                                          | ۳:۱۷ |
| ۶.    | «روزِ خوب»                | هیوک، راوی         | هیوک، فریکل فیس                                    | ۳:۰۱ |
| ۷.    | «فرار»                   | راوی               | راوی، یوث                                          | ۳:۲۱ |
| ۸.    | «ماشه»                   | کیم می‌جین، راوی    | هیوک، رویال دایو، جف لوییس                         | ۳:۰۸ |
| ۹.    | «شباهت» (닮아)           | اِن, راوی           | اِن، تی‌اِم، میدنایت                                  | ۳:۳۰ |
| ۱۰.   | «سورمه‌ای و طلایی درخشان» | راوی               | کن، راوی، هیوک، آی‌وِر                               | ۳:۰۸ |
| ۱۱.   | «شانگری لا» (도원경)     | جونگ ایل‌ری، راوی   | دیواین چنل                                         | ۳:۲۲ |
| ۱۲.   | «عطرساز» (بی‌کلام)        |                    | جِیک کِی، آندریاس اوبرگ، درو رایانن اسکات، نیک کالار | ۳:۰۴ |

## نمودار عملکرد
| نمودار (۲۰۱۸)                             | موقعیت | فروش                        |
| ----------------------------------------- | ------ | --------------------------- |
| آلبوم‌های کره جنوبی (گائون)                | ۱      | - کره: ۹۳,۲۳۸ - ژاپن: ۱,۳۶۴ |
| جهانی آمریکا (جدول هفتگی آلبوم‌های جهانی)  | ۳      | - کره: ۹۳,۲۳۸ - ژاپن: ۱,۳۶۴ |
| داغ‌های آمریکا (جدول هفتگی آلبوم‌های جهانی) | ۲۵     | - کره: ۹۳,۲۳۸ - ژاپن: ۱,۳۶۴ |
| تایوان (جدول هفتگی موسیقی کره و ژاپن)     | ۴      | - کره: ۹۳,۲۳۸ - ژاپن: ۱,۳۶۴ |
| ژاپن (جدول هفتگی آلبوم‌های اوریکون)        | ۳۶     | - کره: ۹۳,۲۳۸ - ژاپن: ۱,۳۶۴ |

## جوایز و نامزدی‌ها

### برنامه‌های موسیقی
| آهنگ     | برنامه | تاریخ    |
| -------- | ------ | -------- |
| "عطرساز" | دِ شو   | ۲۴ آوریل |

## تاریخ انتشار
| منطقه         | تاریخ         | فرمت                  | کمپانی        |
| ------------- | ------------- | --------------------- | ------------- |
| کره جنوبی     | ۱۷ آوریل ۲۰۱۸ | سی دی، دانلود دیجیتال | جلی‌فیش ، سی‌جِی |
| در سراسر جهان | ۱۷ آوریل ۲۰۱۸ | دانلود دیجیتال        | جلی‌فیش        |